# Forest Hills (Tennessee)
Forest Hills é uma cidade localizada no estado norte-americano de Tennessee, no Condado de Davidson.

## Demografia
Segundo o censo norte-americano de 2000, a sua população era de 4710 habitantes.
Em 2006, foi estimada uma população de 5319, um aumento de 609 (12.9%).

## Geografia
De acordo com o United States Census Bureau tem uma área de
24,0 km², dos quais 24,0 km² cobertos por terra e 0,0 km² cobertos por água.

## Localidades na vizinhança
O diagrama seguinte representa as localidades num raio de 12 km ao redor de Forest Hills.